# Alice Munro

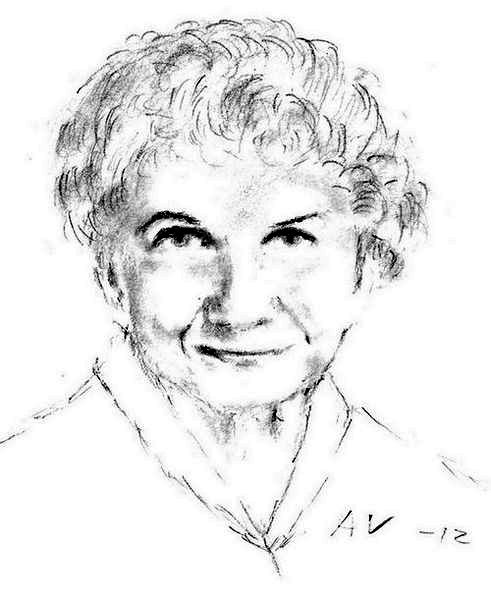

Alice Ann Munro (nhũ danh Laidlaw; 10 tháng 7 năm 1931 – 13 tháng 5 năm 2024), là nhà văn nữ người Canada. Bà đã đoạt Giải Nobel Văn học năm 2013, Giải Man Booker quốc tế năm 2009 cho toàn bộ tác phẩm trọn đời, và đã 3 lần đoạt Giải của Toàn quyền Canada cho văn học hư cấu.
Trọng tâm các tác phẩm hư cấu của Munro là Huron County, vùng tây nam Ontario, quê hương của bà. Những "truyện cảm động, dễ hiểu" của bà đề cập tới những phức tạp của con người trong một văn phong dường như dễ dàng thoải mái. Tác phẩm của Munro đã làm cho bà trở thành "một trong các nhà văn đương thời lớn nhất về văn học hư cấu", hoặc – như Cynthia Ozick nói - là "Chekhov của chúng ta". Năm 2013, Munro được trao Giải Nobel Văn học như là "bậc thầy về truyện ngắn hiện đại".

## Cuộc đời
Munro có tên khai sinh là Alice Ann Laidlaw, sinh tại Wingham, Ontario. Cha bà, Robert Eric Laidlaw, là chủ một nông trại nuôi chồn và chồn vizon, còn mẹ bà, Anne Clarke Laidlaw (nhũ danh Chamney), là một nữ giáo viên. Munro bắt đầu viết văn từ tuổi thanh thiếu niên; bà xuất bản truyện đầu tiên của mình, "The Dimensions of a Shadow," vào năm 1950 khi đang học tiếng Anh và nghề báo tại Đại học Tây Ontario. Trong thời gian này, bà làm việc như người hầu bàn, người hái thuốc lá và thư ký ở thư viện. Năm 1951, bà rời trường đại học nơi bà chuyên học môn ngôn ngữ Anh từ năm 1949, để kết hôn với sinh viên bạn học James Munro. Năm 1963, cặp vợ chồng này di chuyển tới Victoria nơi họ mở tiệm sách Munro's Books vẫn còn đang hoạt động.
Bà qua đời tại nhà riêng ở Port Hope, Ontario, vào ngày 13 tháng 5 năm 2024, ở tuổi 92. Bà đã mắc chứng mất trí nhớ ít nhất 12 năm.

## Sự nghiệp
Tập truyện đầu tiên của bà rất được hoan nghênh là Dance of the Happy Shades (1968), đoạt Giải của Toàn quyền Canada cho văn học, giải văn học cao nhất của Canada. Tiếp theo thành công này là tập Lives of Girls and Women (1971), một tuyển tập các truyện kết nối với nhau, đôi khi thường được mô tả sai là một tiểu thuyết. Năm 1978, tuyển tập các truyện kết nối với nhau Who Do You Think You Are? của bà được xuất bản (nhan đề The Beggar Maid: Stories of Flo and Rose khi xuất bản ở Hoa Kỳ). Quyển này mang lại cho bà "Giải của Toàn quyền Canada" về văn học lần thứ hai. Từ năm 1979 tới năm 1982, bà du hành sang Úc, Trung Quốc và vùng Scandinavia. Năm 1980 bà giữ vai trò "Writer-in-Residence" (nhà văn viết tại nơi cư trú) ở cả Đại học British Columbia và Đại học Queensland. Suốt thập niên 1980 và 1990, bà xuất bản khoảng mỗi 4 năm một tuyển tập truyện ngắn.
Các truyện của Alice Munro thường xuyên xuất hiện trên các báo như The New Yorker, The Atlantic Monthly, Grand Street, Mademoiselle, và The Paris Review. Trong những cuộc phỏng vấn để quảng bá tuyển tập The View from Castle Rock năm 2006 của bà, Munro nói rằng có thể bà sẽ không xuất bản thêm một tuyển tập nào nữa. Nhưng sau đó bà đã rút lại ý kiến này và xuất bản tiếp tác phẩm của mình. Tuyển tập Too Much Happiness của bà được xuất bản trong tháng 8 năm 2009. Truyện "The Bear Came Over the Mountain" của bà được chuyển thể thành phim dưới tên Away from Her, do Sarah Polley đạo diễn với diễn xuất của Julie Christie và Gordon Pinsent. Phim này được khởi chiếu ở Liên hoan phim quốc tế Toronto năm 2006. Kịch bản chuyển thể của Polley được đề cử cho Giải Oscar cho kịch bản chuyển thể xuất sắc nhất, nhưng đã thua (kịch bản) phim No Country for Old Men.
Trong lần xuất hiện ở Toronto tháng 10 năm 2009, Munro cho biết là bà đã được điều trị bệnh ung thư và bệnh tim, bệnh sau đòi phải "phẫu thuật để gắn máy trợ tim". Vào thời điểm đó, bà cho biết là tác phẩm sắp tới của bà sẽ đề cập tới đề tài mâu thuẫn tình dục (sexual ambivalence).
Ngày 10.10.2013, Munro được trao Giải Nobel Văn học, trong đó bà được kể là "bậc thầy của truyện ngắn hiện nay". Munro là người Canada đầu tiên được trao giải này, và là phụ nữ thứ 13 đoạt được giải Nobel Văn học.

## Văn phong
Nhiều truyện của Munro có bối cảnh ở Huron County, Ontario. Việc tập chú mạnh vào địa phương của mình là một trong các nét đặc trưng trong tác phẩm hư cấu của bà. Bà dùng bút pháp của một người kể chuyện biết hết mọi sự để tạo ra ý thức về thế giới. Nhiều người so sánh khung cảnh thị trấn nhỏ của Munro với miền Nam Hoa Kỳ của các nhà văn Mỹ, dù rằng các nhân vật nữ của bà phúc tạp hơn. Phần lớn tác phẩm của Munro minh họa cho thể loại văn học gọi là Southern Ontario Gothic.
Tác phẩm của Munro thường được so sánh với những truyện ngắn của các nhà văn lớn. Trong các truyện của Munro – cũng như trong truyện của Chekhov - cốt truyện là thứ yếu và ít tình tiết. Garan Holcombe nhận xét: Như với Chekhov, "mọi sự đều dựa trên epiphanic moment (sự đột nhiên sáng tỏ), chi tiết ngắn gọn, tinh vi, mặc khải". Tác phẩm của Munro đề cập tới "tình yêu, công việc, và nhược điểm của cả hai thứ nêu trên. Bà chia sẻ nỗi ám ảnh của Chekhov với thời gian và sự bất lực rất đáng thương của chúng ta nhằm trì hoãn hoặc ngăn chặn sự chuyển động không ngừng của nó về phía trước".
Một chủ đề thường xuyên trong tác phẩm của bà—đặc biệt rõ ràng trong các truyện ban đầu của bà—là tình thế khó xử của một cô gái tới tuổi trưởng thành và phải chấp nhận lề thói của gia đình và của thị trấn nhỏ mà cô lớn lên. Trong các tác phẩm mới đây như Hateship, Friendship, Courtship, Loveship, Marriage (2001) và Runaway (2004) bà đã chuyển sự tập chú của mình vào những công việc vất vả của giới trung niên, vào riêng phụ nữ và vào những người già. Đây là dấu chỉ văn phong của bà dành cho các nhân vật để trải nghiệm một sự phát hiện làm sáng tỏ và đem lại ý nghĩa cho một sự kiện.
Văn xuôi của Munro phát hiện những mơ hồ của cuộc sống: "mỉa mai và nghiêm trọng cùng một lúc", "phương châm của sự tin kính và danh dự và sự cố chấp quá đáng", " kiến thức đặc biệt, vô dụng", "giọng phẫn nộ chói tai và hạnh phúc", "sở thích xấu, sự vô tâm, niềm vui của nó". Văn phong của bà đặt sự tuyệt vời bên cạnh sự bình thường, với mỗi việc làm suy yếu cái khác trong cách gợi lên cuộc sống dễ dàng và đơn giản. Như Robert Thacker nhận xét:
"Tác phẩm của Munro tạo ra... một sự hợp nhất đồng cảm trong các độc giả, các nhà phê bình, rõ ràng nhất trong số họ. Chúng ta bị tác phẩm của bà hấp dẫn bởi vẻ thật của nó– chứ không bởi mimesis<, cái gọi là, và... 'chủ nghĩa hiện thực' – mà bởi cảm giác là chính nó... là chính một con người".
Nhiều nhà phê bình đã khẳng định rằng các truyện của Munro thường có chiều sâu cảm xúc và văn học của các tiểu thuyết. Một số người đã thường hỏi liệu Munro thực sự viết truyện ngắn hay tiểu thuyết. Alex Keegan, viết trong Eclectica, đã đưa ra một câu trả lời đơn giản: ". Ai quan tâm ? Trong hầu hết các truyện của Munro có nhiều như trong nhiều tiểu thuyết".

## Đời tư
Bà kết hôn với James Munro năm 1951. Họ có ba người con gái là Sheila sinh năm 1953, Catherine sinh năm 1955 (chết 15 giờ sau khi sinh), và Jenny sinh năm 1957 
Năm 1963, gia đình Munro di chuyển tới Victoria nơi họ mở tiệm sách "Munro's Books", một tiệm sách được ưa chuộng hiện vẫn còn đang kinh doanh. Năm 1966, họ có thêm một người con gái là Andrea. Alice và James Munro ly dị năm 1972.
Bà trở lại Ontario để làm Writer-in-Residence (nhà văn viết tại nơi cư trú) tại Đại học Western Ontario. Năm 1976 bà được trường này trao bằng "tiến sĩ luật danh dự". Năm 1976, bà tái hôn với Gerald Fremlin, nhà địa lý học và vẽ bản đồ địa lý. Họ di chuyển tới một nông trại ở ngoài Clinton, Ontario, rồi sau đó tới một ngôi nhà ở Clinton, nơi Fremlin từ trần ngày 17.4.2013, thọ 88 tuổi.
Năm 2002, người con gái Sheila Munro đã xuất bản một quyển hồi ký tuổi thơ: Lives of Mothers and Daughters: Growing Up With Alice Munro.

## Tác phẩm

### Tuyển tập truyện ngắn gốc
- Dance of the Happy Shades – 1968 (đoạt Giải Toàn quyền Canada 1968), 15 truyện
- Lives of Girls and Women – 1971, 8 truyện
- Something I've Been Meaning to Tell You – 1974, 13 truyện
- Who Do You Think You Are? – 1978 (đoạt giải Toàn quyền Canada (1978); cũng xuất bản dưới tên The Beggar Maid), 10 truyện
- The Moons of Jupiter – 1982 (được đề cử cho Giải Toàn quyền Canada 1982), 12 truyện
- The Progress of Love – 1986 (đoạt giải Toàn quyền Canada 1986), 11 truyện
- Friend of My Youth – 1990 (đoạt giải thưởng Sách Trillium), 10 truyện
- Open Secrets – 1994 (đề cử cho giải Toàn quyền Canada 1994), 8 truyện
- The Love of a Good Woman – 1998 (đoạt giải Giller 1998), 8 truyện
- Hateship, Friendship, Courtship, Loveship, Marriage (Ghét, thân, thương, yêu, cưới) - 2001 (mới tái bản dưới tên "Away From Her"), 9 truyện
- Runaway – 2004 (đoạt giải Giller Prize 2004), 8 truyện
- The View from Castle Rock – (2006), 11 truyện
- Too Much Happiness – (2009)
- Dear Life – 2012

### Tập truyện ngắn
- Selected Stories – 1996, 29 truyện
- No Love Lost – 2003, 10 truyện
- Vintage Munro – 2004, 5 truyện
- Carried Away: A Selection of Stories – 2006
- New Selected Stories - 2011

## Giải thưởng và Vinh dự

### Giải thưởng
- Giải Toàn quyền Canada cho tác phẩm hư cấu tiếng Anh - các năm 1968, 1978, 1986
- Giải của các nhà kinh doanh sách Canada, cho quyển Lives of Girls and Women (1971)
- Vào chung kết giải Booker cho tác phẩm hư cấu (nay là giải Man Booker (1980), quyển The Beggar Maid
- Giải Marian Engel (1986)
- Giải Sách Trillium cho quyển Friend of My Youth (1991), The Love of a Good Woman (1999) và Dear Life (2013)[28]
- Giải văn học WH Smith (1995) cho quyển Open Secrets
- Giải PEN/Malamud cho truyện hư cấu ngắn xuất sắc (1997)
- Giải của Hội các nhà phê bình sách quốc gia (Hoa Kỳ 1998) cho quyển The Love of a Good Woman
- Giải Giller (1998 và 2004)
- Giải Rea cho truyện ngắn (2001) dành cho một tác giả Hoa Kỳ hoặc Canada còn sống.
- Giải Libris
- Giải O. Henry cho thành tựu liên tiếp về tác phẩm hư cấu ngắn ở Hoa Kỳ, với quyển "Passion" (2006) và "What Do You Want To Know For" (2008)
- Giải Man Booker quốc tế (2009)[29]
- Giải văn học Canada-Úc
- Giải của các nhà văn Khối Thịnh vượng chung, giải địa phương cho Canada và vùng Caribe.
- Giải Nobel Văn học (2013) với nhận xét "là bậc thầy của truyện ngắn hiện đại".

### Vinh dự
- 1992 Viện sĩ nước ngoài danh dự của Viện hàn lâm Nghệ thuật và Văn chương Hoa Kỳ (American Academy of Arts and Letters)
- 1993 Huy chương Lorne Pierce của Hội Hoàng gia Canada
- 2005 Huy chương danh dự về Văn học của Câu lạc bộ Nghệ thuật quốc gia (Hoa Kỳ)
- 2010 Huân chương Nghệ thuật và Văn chương hạng Hiệp sĩ [30]

### Sách
- Besner, Neil Kalman. Introducing Alice Munro's Lives of Girls and Women: a reader's guide. (Toronto: ECW Press, 1990.)
- Blodgett, E. D. Alice Munro. (Boston: Twayne Publishers, 1988.)
- Carrington, Ildikó de Papp. Controlling the Uncontrollable: the fiction of Alice Munro. (DeKalb: Northern Illinois University Press, 1989.)
- Carscallen, James. The Other Country: patterns in the writing of Alice Munro. (Toronto: ECW Press, 1993.)
- Cox, Alisa. Alice Munro. (Tavistock: Northcote House, 2004.)
- Hallvard, Dahlie. Alice Munro and Her Works. (Toronto: ECW Press, 1984.)
- Hebel, Ajay. The Tumble of Reason: Alice Munro's discourse of absence. (Toronto: University of Toronto Press, 1994.)
- Hooper, Brad The Fiction of Alice Munro: An Appreciation (Westport, Conn.: Praeger, 2008), ISBN 978-0-275-99121-0
- Howells, Coral Ann. Alice Munro. (New York: Manchester University Press, 1998), ISBN 978-0-7190-4558-5
- MacKendrick, Louis King. Some Other Reality: Alice Munro's Something I've Been Meaning to Tell You. (Toronto: ECW Press, 1993.)
- Martin, W.R. Alice Munro: paradox and parallel. (Edmonton: University of Alberta Press, 1987.)
- Mazur, Carol and Moulder, Cathy. Alice Munro: An Annotated Bibliography of Works and Criticism. (Toronto: Scarecrow Press, 2007.) ISBN 978-0-8108-5924
- McCaig, JoAnn. Reading In: Alice Munro's archives. (Waterloo: Wilfrid Laurier University Press, 2002.)
- Miller, Judith, ed. The Art of Alice Munro: saying the unsayable: papers from the Waterloo conference. (Waterloo: Waterloo Press, 1984.)
- Munro, Sheila. Lives of Mother and Daughters: growing up with Alice Munro. (Toronto: McClelland & Stewart, 2001.)
- Pfaus, B. Alice Munro. (Ottawa: Golden Dog Press, 1984.)
- Rasporich, Beverly Jean. Dance of the Sexes: art and gender in the fiction of Alice Munro. (Edmonton: University of Alberta Press, 1990.)
- Redekop, Magdalene. Mothers and Other Clowns: the stories of Alice Munro. (New York: Routledge, 1992.)
- Ross, Catherine Sheldrick. Alice Munro: a double life. (Toronto: ECW Press, 1992.)
- Smythe, Karen E. Figuring Grief: Gallant, Munro and the poetics of elegy. (Montreal: McGill-Queen's University Press, 1992.)
- Steele, Apollonia and Tener, Jean F., editors. The Alice Munro Papers: Second Accession. (Calgary: University of Calgary Press, 1987.)
- Thacker, Robert. Alice Munro: writing her lives: a biography. (Toronto: McClelland & Stewart, 2005.)
- Thacker, Robert. Ed. The Rest of the Story: critical essays on Alice Munro. (Toronto: ECW Press, 1999.)

### Tạp chí định kỳ
- Awano, Lisa Dickler. "An Interview With Alice Munro." Lưu trữ ngày 14 tháng 10 năm 2013 tại Wayback Machine Virginia Quarterly Review 89/2 (Spring 2013):180-184. Interview with Alice Munro about her latest collection of stories, Dear Life, her writing life and loves, and her relationship with her parents.
- Awano, Lisa Dickler. "Kindling The Creative Fire: Alice Munro's Two Versions of ‘Wood.'" New Haven Review (ngày 30 tháng 5 năm 2012). Examining overall themes in Alice Munro's fiction through a study of her two versions of "Wood."
- Awano, Lisa Dickler. "The Tremendous Importance of Ordinary Events: An interview with Alice Munro about two versions of 'Wood'," Lưu trữ ngày 10 tháng 6 năm 2012 tại Wayback Machine New Haven Review, Issue 009 (Winter 2011): 46-67. Munro discusses her first version of "Wood," which appeared in The New Yorker in 1980; and her second version, which appears in her collection Too Much Happiness and is reprinted in this NHR issue alongside this interview; and she speaks about the craft of writing.
- Awano, Lisa Dickler. "Appreciations of Alice Munro." Lưu trữ ngày 23 tháng 4 năm 2008 tại Wayback Machine Virginia Quarterly Review 82.3 (Summer 2006): 91-107. Interviews with various authors (Margaret Atwood, Russell Banks, Michael Cunningham, Charles McGrath, Daniel Menaker and others) presented in first-person essay format. Munro's story "Home," which appears in her collection The View from Castle Rock, is printed in this VQR issue alongside this interview.
- Awano, Lisa Dickler. "An Interview with Alice Munro." Lưu trữ ngày 20 tháng 10 năm 2013 tại Wayback Machine Virginia Quarterly Review (ngày 22 tháng 10 năm 2010). Interview with Alice Munro about Too Much Happiness and the craft of writing.
- Awano, Lisa Dickler. "Alice Munro's Too Much Happiness." Lưu trữ ngày 29 tháng 12 năm 2010 tại Wayback Machine Virginia Quarterly Review (ngày 22 tháng 10 năm 2010). Long-form book review of Too Much Happiness in the context of Alice Munro's canon.
- Awano, Lisa Dickler. "An Interview with Alice Munro," Lưu trữ ngày 20 tháng 10 năm 2013 tại Wayback Machine Virginia Quarterly Review (Summer 2006). Interview with Alice Munro about The View from Castle Rock and the craft of writing.
- de Papp Carrington, Ildiko."What's in a Title?: Alice Munro's 'Carried Away.'" Studies in Short Fiction. 20.4 (Fall 1993): 555.
- Elliott, Gayle. "A Different Track: Feminist meta-narrative in Alice Munro's 'Friend of My Youth.'" Journal of Modern Literature. 20.1 (Summer 1996): 75.
- Fowler, Rowena. "The Art of Alice Munro: The Beggar Maid and Lives of Girls and Women." Critique. 25.4 (Summer 1984): 189.
- Garson, Marjorie. "Alice Munro and Charlotte Bronte." University of Toronto Quarterly. 69.4 (Fall 2000): 783.
- Genoways, Ted. "Ordinary Outsiders." Virginia Quarterly Review 82.3 (Summer 2006): 80-81.
- Gittings, Christopher E.. "Constructing a Scots-Canadian Ground: Family history and cultural translation in Alice Munro." Studies in Short Fiction 34.1 (Winter 1997): 27
- Hiscock, Andrew. "Longing for a Human Climate: Alice Munro's 'Friend of My Youth' and the culture of loss." Journal of Commonwealth Literature 32.2 (1997): 18.
- Houston, Pam. "A Hopeful Sign: The making of metonymic meaning in Munro's 'Meneseteung.'" Kenyon Review 14.4 (Fall 1992): 79.
- Hoy, H. "'Dull, Simple, Amazing and Unfathomable': Paradox and Double Vision In Alice Munro's Fiction." Studies in Canadian Literature/Études en littérature canadienne (SCL/ÉLC), Volume 5.1. (1980).
- Lynch, Gerald. "No Honey, I'm Home." Canadian Literature 160 (Spring 1999): 73.
- Levene, Mark. "It Was About Vanishing: A Glimpse of Alice Munro's Stories." University of Toronto Quarterly 68.4 (Fall 1999): 841.